# Amethystium
Amethystium är ett elektropopprojekt av den norske tonsättaren, musikproducenten och instrumentalisten Øystein Ramfjord. Sedan 1999 har han under namnet Amethystium släppt fyra fullängdsalbum och ett samlingsalbum med tidiga kompositioner. Projektet har fått ett varmt internationellt mottagande och har en hängiven skara lyssnare, främst i elektroniska och new age grupper.

## Diskografi

### Odonata (2001)
1. Opaque (4:45)
2. Ilona (4:44)
3. Enchantment (6:02)
4. Dreamdance (4:18)
5. Tinuviel (3:04)
6. Avalon (5:32)
7. Calantha (4:14)
8. Odyssey (4:42)
9. Fairyland (2:46)
10. Paean (4:46)
11. Arcane Voices (4:03)
12. Ascension (4:41)
13. Ethereal (4:20)
14. Lhasa (3:24)

### Aphelion (2003)
1. Shadow To Light (5:51)
2. Garden Of Sakuntala (5:34)
3. Exultation (6:19)
4. Ad Astra (6:13)
5. Gates of Morpheus (6:00)
6. Autumn Interlude (5:53)
7. Elvensong (5:47)
8. Shibumi (4:51)
9. Hymnody (4:20)
10. Withdrawal (3:43)
11. Berceuse (4:18)

### Evermind (2004)
1. Arcus (5:06)
2. Into the Twilight (4:51)
3. Shadowlands (5:30)
4. Break of Dawn (4:22)
5. Innocence (4:37)
6. Satori (4:26)
7. Barefoot (4:13)
8. Reverie (5:22)
9. Lost (4:26)
10. Fable (5:03)
11. Imaginatio (4:42)

### Emblem (Selected Pieces) (2006)
1. Ethereal
2. Arcus
3. Exultation
4. Autumn Interlude
5. Shadowlands
6. Fable
7. Shadow to Light
8. Dreamdance
9. Odyssey
10. Ad Astra
11. Enchantment
12. Satori
13. Elvensong
14. Meadowland
15. Anthemoessa

### Isabliss (2008)
1. A Small Adventure
2. La Pluie
3. Treasure
4. Unbounded
5. Anthemoessa
6. Automne
7. Strangely Beautiful
8. Frosty Morning Bliss
9. Silken Twine
10. Dreamlike Insomnia
11. Elegy